# 2002 год в политике России

## Апрель
- 3 апреля депутаты Госдумы от «Единой России» и СПС в ходе голосования высказались за перераспределение руководящих постов в комитетах. КПРФ потеряла 6 комитетов из 9, союзники КПРФ в агропропромышленной группе — 1 из 2.
- 18 апреля президент России Владимир Путин обратился к Федеральному собранию с посланием, посвящённым административной реформе и экономике.

## Июль
- 24 июля Владимир Путин подписал закон «Об обороте земель сельскохозяйственного назначения», который разрешил частную собственность на сельхозземли и куплю-продажу земли для граждан России.

## Август
- 19 августа в Чечне над Ханкалой незаконными вооружёнными формированиями был сбит вертолёт Ми-26 с российскими военнослужащими, погибло 127 человек из 147. 22 августа было объявлено днём траура в России.

## Октябрь
- 23 октября в Москве чеченскими террористами был захвачен Театральный центр на Дубровке. В результате теракта 129 человек погибли. 28 октября был объявлен общенациональный траур.